# Savonlinna
A Saimaa-tóvidék központjában, a Haapavesi és a Pihlajavesi tó találkozásánál fekszik Savonlinna városa (szó szerint: „Savo vára”), a finn idegenforgalom egyik legjelentősebb csomópontja.
Savonlinna a kelet-finnországi tartományban, a dél-savoi régióban található. 
A város alapterülete 1973 km², melyből 1211 km² földterület és 762 km² vízterület.
Lakossága 2012. január 1-jén 27 585 fő. Népsűrűsége 22,79 fő/km².
Életkor megoszlása 2011-ben: 0 – 14 év: 13,34%; 15 – 64 év: 63,07%; 65 év felett: 23,58%.
Beszélt nyelvek: finn: 97,07%; svéd: 0,16%; egyéb: 2,75%.
Savonlinna Helsinkitől – Mikkelin keresztül – 334 km-re található.
Savonlinna a tóvidék közepén helyezkedik el, a város közelében a tájat az erdők, itt-ott feltűnő tanyák, gabonatermesztésre vagy legeltetésre használt földek, valamint a kristálytiszta víztükrök váltakozása jellemzi.

## A város története
A város alapítása 1475-ben kezdődött, mikor Eerik Akselinpoika Tott fölépítette a Szent Olavnak szentelt kővárat a Kyrösalmi nevű szigeten. A vár ma az Olavinlinna nevet viseli, mely magyarul azt jelenti: „Olav (finnül Olavi) vára”.
1475-ben megkezdődött a városépítés, mely a biztonság érzetét keltette, ezért az 1300-as évek óta itt lakók mellé nemcsak balti építőmesterek, hanem másfajta „polgári népek” is letelepedtek.
Pietari Brahe 1639-ben városi jogokkal ruházta fel a települést. de 1683-ra kereskedelme olyannyira visszaesett, hogy elvesztette ezen jogokat.
Savonlinna az 1743-as svéd – orosz békében (turkui békekötés)  a cári birodalomba került. Hasonló sorsra jutott Lappeenranta, Hamina és még több más keleti város és erődítmény is.
Várossá válásának idejét az 1800-as évek közepére szokás tenni (1812-ben, mikor a cári birodalom finn nagyhercegségéhez csatolták, mindössze 275-en éltek Savonlinnában, egész Finnország lakossága ekkoriban 1 millió fő volt.)
A város fejlődésére élénkítően hatott a Finn-öblöt és a Suur-Saimaa-tavat összekötő Saimaa-csatorna megnyitása, valamint a XIX. század második felében végbemenő iparosodás.
A mai Savonlinna fa-és hajóiparáról, élelmiszeriparáról, iskoláiról, nyári egyeteméről és főként Olavinlinnáról híres.

## Nevezetességei, látnivalók
A város fő nevezetessége az a középkori vár, melyet 1475-ben építettek abból a célból, hogy megvédjék a svéd birodalom keleti határát. A várat a X. századi norvég szentről, Olofról kapta a nevét, melyet ma Olavinlinnaként ismernek világszerte.
Az Asematie-n (Állomás utca) a város felé haladva, a távolban láthatjuk a temetőt, melyben a második világháború áldozatainak emlékműve áll. Ez a híres szobrász, Johannes Haapasalo „Kuoleva sotilas” (Haldokló katona) című, 1961-ben készített alkotása.
A székesegyház körüli parkban áll Wäinö Aaltonen szobra, a „Rukoileva sotilas” (Imádkozó katona), melyet a polgárháború áldozatainak emlékére készített 1921-ben. Maga a székesegyház gótikus stílusban épült 1879-ben, majd idővel többször is átépítették.
A Haapasalmi-tó partján levő parkban láthatjuk Joel Lehtonen író és fordító (1881 -  1934) szobrát, melyet Wäinö Aaltonen alkotott 1953-ban.
A Haapasalmi fölé emelt hídon át Savonlinna óvárosába jutunk. Az Olavintori-n (Olavi tér) áll a Pikkukirkko (Kis templom, 1845), melyet Szent Zakariásnak és Szent Erzsébetnek emeltek. Ekkor még görögkeleti templom volt, az 1930-as években került az evangélikus egyház tulajdonába.
A kikötőből szinte minden irányban indulnak és érkeznek hajók Savonlinnába a Saimaa-tóvidékről. A kikötőből keleti irányban, a Linnankatu (Vár utca) vezet egy kis hídon át a Tallisaari szigetecskére.
A város nevezetességei közé tartozik két öreg hajó is. Az egyik a „Salama” (Villám) nevű vitorlás gőzhajó, mely a savonlinnai Hajómúzeum első darabja, a muzeális finn hajók között pedig korban a második. A hajót 1874-ben építették Viipuriban, savonlinnai megrendelésre. 1889-ben összeütközött egy másik hajóval és elsüllyedt. A baleset nagy port kavart abban az időben, mivel annak oka a kapitány felelőtlenségében volt keresendő. Az utasok megmentésében az „Ahkera” (Serény) nevű kompvontató segített. Ez a város másik híres hajója, mely korban megelőzi a „Salamá”-t, 1871-ben építették. Ez a hajó egész Finnországot tekintve is a legidősebb hajómúzeumi kiállítási tárgy.

## Olavinlinna
A névadó szent „Olav, a Kövér” néven Norvégia királya volt 1015 és 1030 között. Függetlenítette Norvégiát Svédországtól és Dániától, de 1028-ban a dán király elűzte a trónjáról. Hazatértekor, 1030-ban a dánok és a dánpárti norvégok ellen vívott csatában esett el, s hamarosan szentként kezdték emlegetni, s 1164-ben hivatalosan is Norvégia védőszentje lett, kultusza Finnországban is elterjedt. Az Olavinlinna elnevezés az 1800-as végére vált véglegessé. Korábban Savonlinna vagy Uusilinna (Új-vár) néven volt ismert. 
A szigetet teljesen kitöltő vár, mely három hatalmas bástyával is büszkélkedik, Finnország legszebb és legjobb állapotban lévő középkori erődítménye. 
A várnak két része van: az 1480-as években már készen levő päälinna („fővár”) és az esilinna (elővár), mely 1496-tól állt ellent a támadásoknak. A várnak 1836-ig volt védelmi szerepe, később börtön lett belőle. Az 1860-as években gazdátlanul állt, ekkoriban nagy tűzvészek pusztítottak benne. A vár alapos és rendszeres helyreállítása 1961-ben kezdődött el.
Olavinlinna ma annak köszönheti hírnevét, hogy nyaranta operafesztivált rendeznek benne. Ennek helyszínéül a belső vár szolgál.  A várban múzeumok is működnek, melyek az épület története mellett néhány ortodox egyházi kincset is a látogatók elé tárnak.   
Finnország egyik legfontosabb nyári fesztiválja a Savonlinnai Operafesztivál, melyet minden év júliusában rendeznek meg a várban. Az operaelőadásokat és koncerteket nagyvállalatok szponzorálják, és mind a minisztériumok, mind a cégek ide viszik vendégeiket. Savonlinna száz kilométeres körzetében csak az egyébként használatos ár duplájáért lehet ilyenkor szállodaszobát foglalni, valamint a város piacán is igen borsos árat kell fizetni a kávéért és az eperért is. Az előadások viszont színvonalasak; klasszikus darabok mellett a modern finn operák is megtalálhatók a repertoárban. A rendezők és énekese között egyaránt megtalálhatók a neves finn és nemzetközi sztárok is. 
Először 1912-ben Aino Ackté kezdeményezésére és részvételével rendeztek itt operaesteket. Ezeket 1967-ben „felújították”, s azóta ezek a júliusi – augusztusi operaestek (összesen általában 18) a város egyik fő vonzerejét jelentik.